# Alex Gorsky
Alex Gorsky est un homme d'affaires et chef d'entreprise américain né le 20 mars 1960 à Kansas City, aux États-Unis. Il a été le président directeur général de Johnson & Johnson du 26 avril 2012 à la fin 2022.

## Biographie

### Formation
Alex Gorsky est diplômé en 1982 de l'académie militaire de West Point (New York) et d'un master de gestion de la Wharton School (Université de Pennsylvanie - Philadelphie ).

### Carrière
Alex Gorsky commence sa carrière chez Johnson & Johnson en 1988 comme commercial pour Janssen Pharmaceutica. Durant les 15 années suivantes il occupe des postes dans le marketing et le management avant de devenir président de Janssen Pharmaceutica en 2001. En 2003, il devient président de Johnson & Johnson Europe, Moyen-Orient et Afrique. L'année suivant il quitte Johnson & Johnson pour rejoindre Novartis en tant que directeur de la région nord américaine. En 2008, il revient chez Johnson & Johnson pour prendre la tête d'Ethicon. En 2009, il intègre Surgical Care Group comme président et membre du comité exécutif.
Le 26 avril 2012 Alex Gorsky est nommé président directeur général et président du conseil d'administration de Johnson & Johnson.
La fondation Appeal to Conscience lui remet en 2015 une récompense de 25 millions de dollars pour « son intégrité » et ses qualités de « chef d'une grande entreprise dotée du sens de ses responsabilités sociales ».
Le ministère de la Justice ouvre en 2015 une enquête criminelle sur les agissements de Johnson & Johnson. D'après des éléments rassemblés par des journalistes, l'entreprise connaissait les conséquences que pouvaient entrainer la prise de certains de ses médicaments, mais, en raison des bénéfices qu'ils représentaient, a tout de même accentué les campagnes publicitaires réalisées par ses commerciaux en direction de catégories de personnes à risque (personnes âgées, enfants) sans mentionner les risques. De nombreux patients âgés ont été sujets de graves affections cardio-vasculaires, provoquant souvent des décès, et de jeunes garçons ont développé une forte poitrine.